# Pamplona Atta jezik
Pamplona Atta jezik (northern cagayan negrito; ISO 639-3: att), jedan od filipinskih jezika uže skupine Ibanag, nekad klasificiran u sjevernofilipinsku porodicu. Njime govori oko 1 000 ljudi (1998 SIL), Negrita na filipinskom otoku Luzon u provinciji Cagayan.
U upotrebi je i ilocano. Pismo: latinica.

## Vanjske poveznice
- Ethnologue (14th)